# 雨畑硯

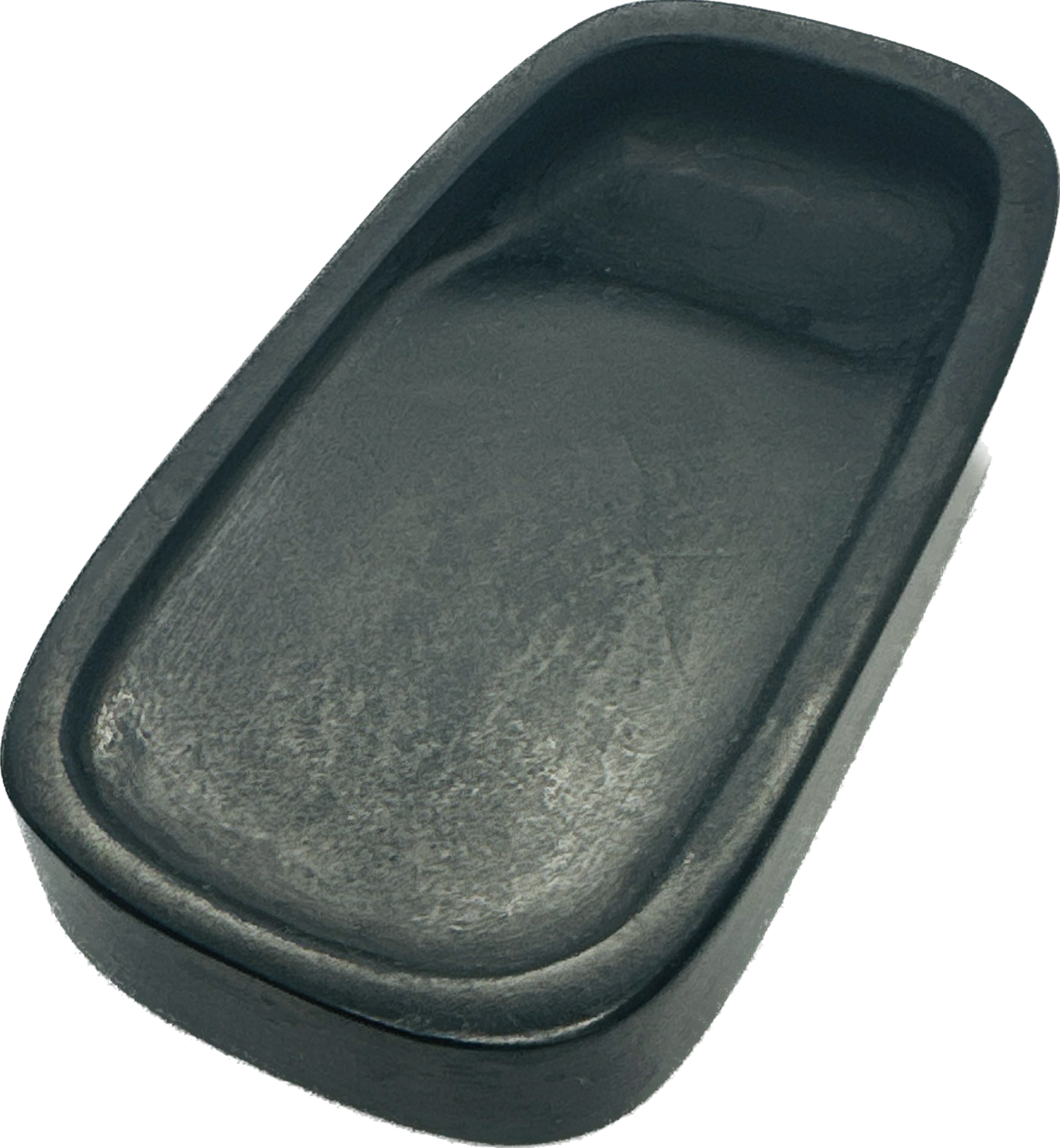
雨畑硯 芳龍硯

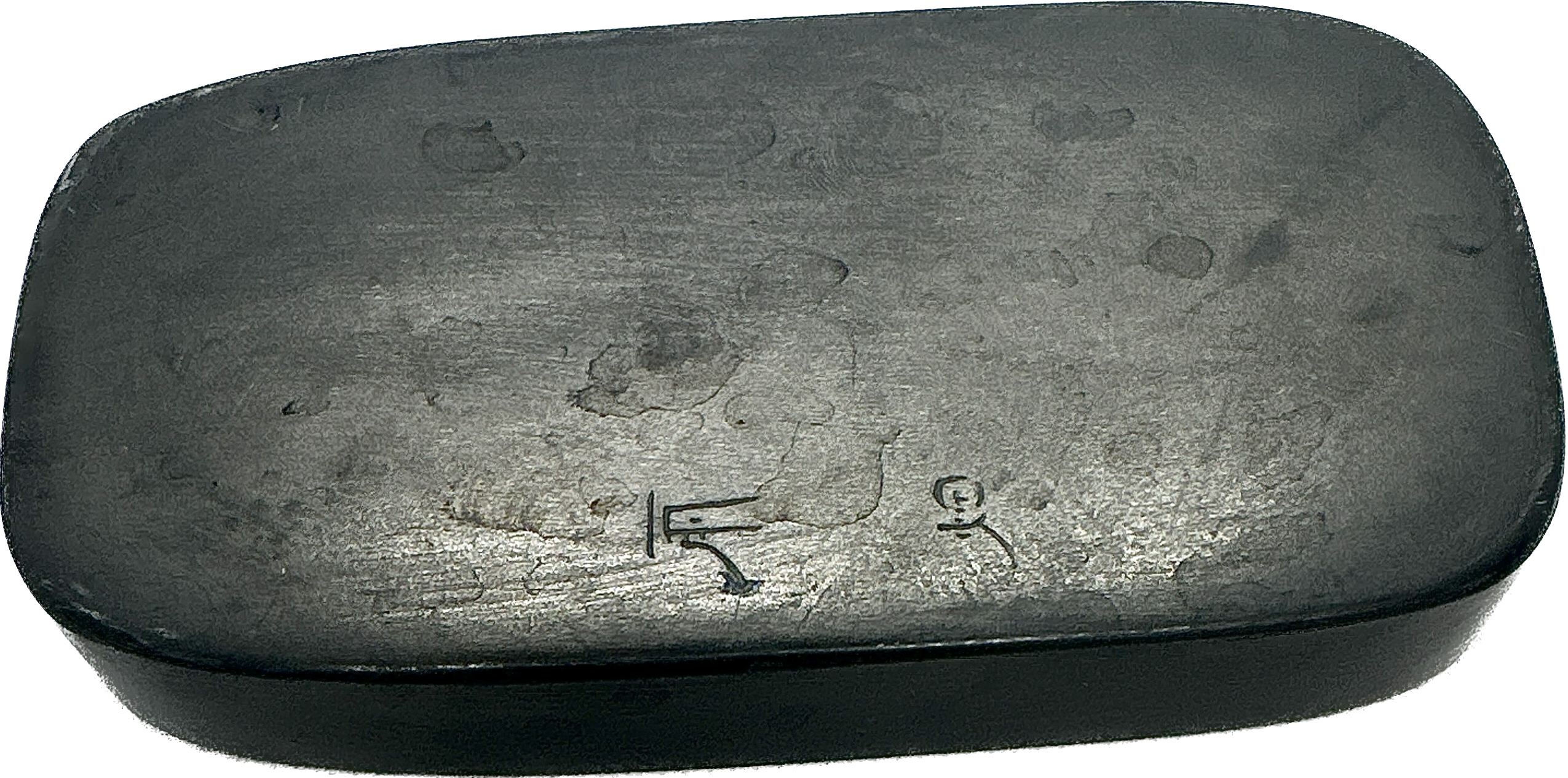
雨畑硯 芳龍硯 裏側

雨畑硯（あめはたすずり）は、山梨県南巨摩郡早川町雨畑地区などで製造されている硯である。鋒鋩（ほうぼう）と呼ばれる微細な凹凸が多く、墨を擦ると伸びが良い、地元産の黒色粘板岩（雨畑真石）から造られる。

## 歴史
雨畑硯の起源は二つの説がある。古くは、鎌倉時代の永仁5年（1297年）、日蓮の弟子である日朗が七面山を開く際に早川支流の雨畑川で蒼黒色の石を発見し、この石で良質の硯が作れると伝えたのが始まりとされている。もう一つは江戸時代前期の元禄3年（1690年）、雨宮孫右衛門が身延山へ参拝した際に早川で黒色の石を発見し、後の天明4年（1784年）に将軍徳川家治公へ硯が献上されて名を高めたという説である。
明治に入り、早川町雨畑地区（北緯35度23分46秒 東経138度19分22秒 / 北緯35.39611度 東経138.32278度）にて「雨畑硯製造販売組合」が結成された。明治時代が最盛期で、硯を掘る20人以上の職人を含め100人を超える人々が雨畑硯の生産に携わっていた。また反響のよさから別の石を使用した偽物も出回り、対策に追われたとされている。
墨汁の普及などで硯の需要は低迷し、雨畑硯の職人も減っていった。早川町は2000年、雨畑硯の紹介や製作体験ができる「硯匠庵」を開設した。早川町での現役の職人は硯匠庵を仕事場とする望月玉泉1人のみであるが、技術を習いたいという志望者もいる。
現在造られる雨畑硯の原石は、雨畑地区の稲又集落山中にある坑道から掘り出される。墨を擦る際に引っかかる縞を避けるなど石の目を読みながら、複数の種類の鑿で彫り、2種類の砥石と3種類のサンドペーパーで仕上げる。硯に適した部分を活かすため、左右非対称や角が丸い形となることが多い。
同じ山梨県内の富士川町でも同じ岩石・製法で雨畑硯が作られており、こちらでは加工業組合も結成されているほか、数件の工房と数人の職人がいる。